# 麒麟

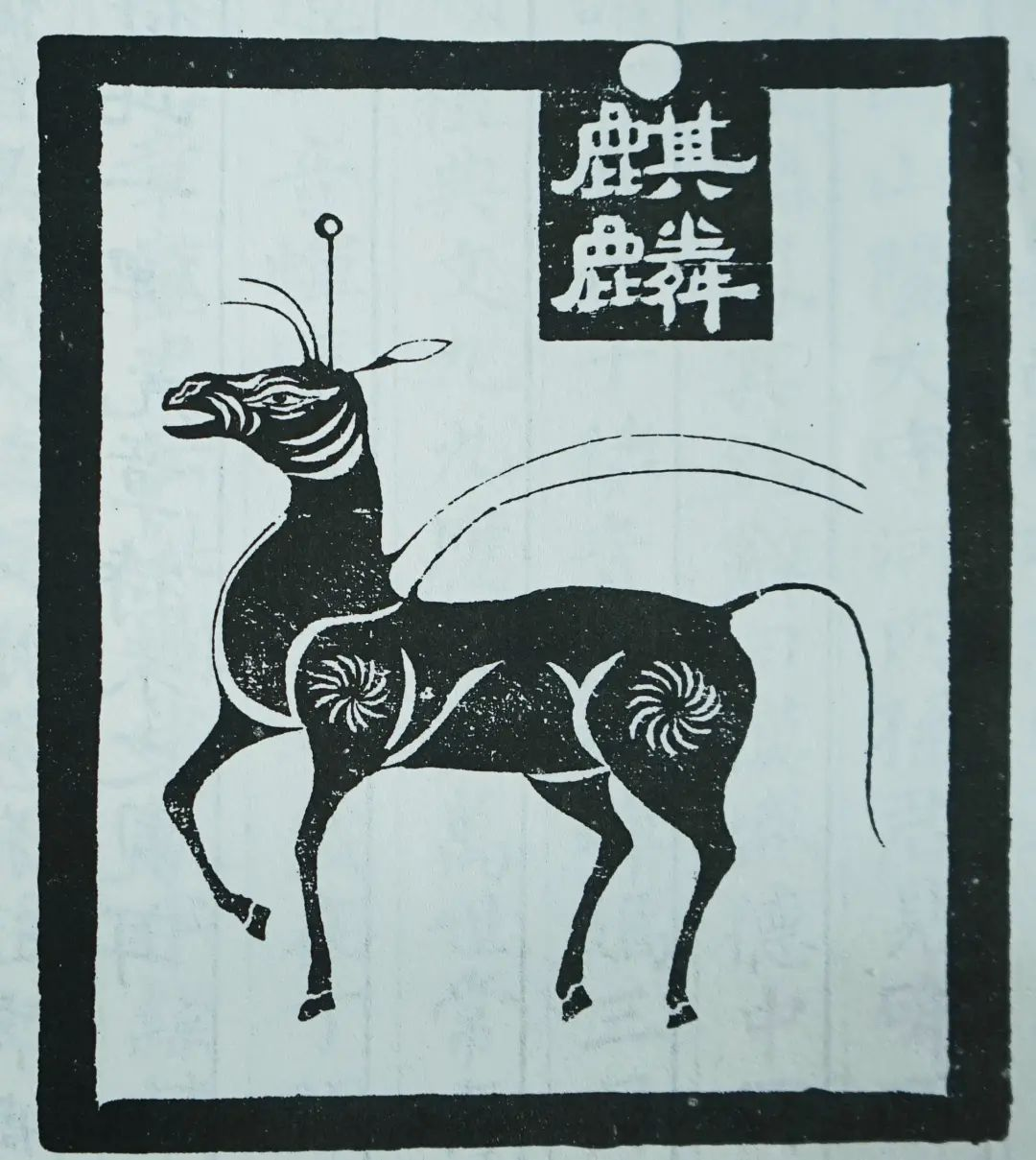
東漢麒麟碑摹本。角戴肉球，身有旋毛，可看出古代對麒麟的 仁獸、毛獸印象。

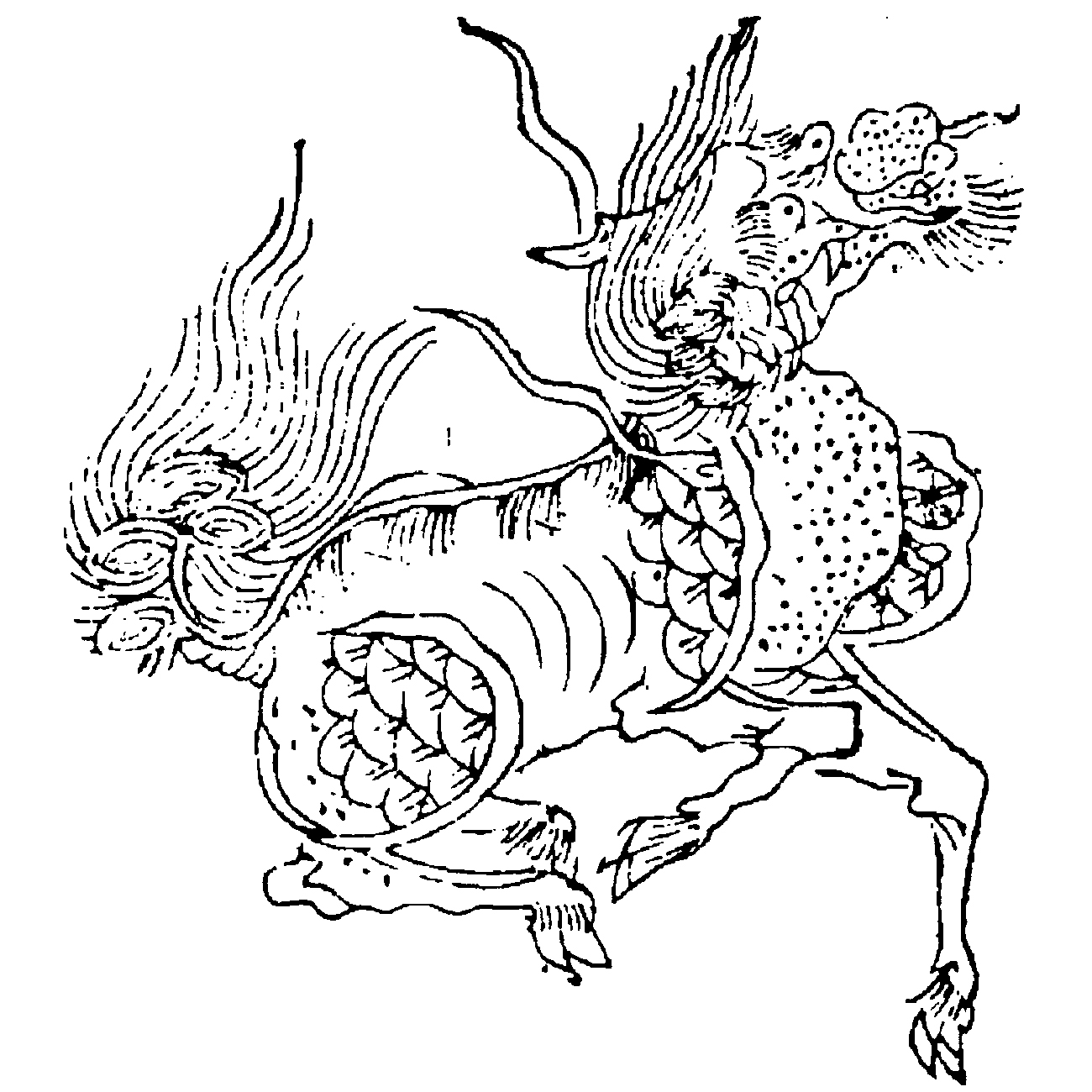
明代《三才图会》中的麒麟画像。可看出近代對麒麟的印象偏向鱗獸、龍類。

麒麟简称麟，又作騏驎、麒𪊭，是中国古代神话传说中的神獸，中国古代用麒麟象征祥瑞，公獸為麒，母獸為麟，據說能活兩千年。性情溫和，平時也不踐踏昆蟲花草，雖然有長角，可以作為攻擊敵人的武器，卻又在角的末端長肉塊，表示擁有武器但實際上不傷害人畜，故稱為仁獸。相傳只在太平盛世或世有聖人時才會出現，所以被称为瑞兽。
汉许慎《说文解字》：“麒，仁兽也，麋身牛尾一角；麐（麟），牝麒也。”；《春秋感精符》：“麟一角，明海内共一主也。王者不剐胎，不剖卵，则出于郊。”；《文选·刘琨〈进劝表〉》：“一角之兽，连理之木，以为休徵者，盖有百数。”
傳說麒麟的祖先为毛犢，毛犢生应龙，應龍生建馬，而麒麟就是這個建马的后代，之後麒麟則生了後代-庶獸，最後庶獸生出了凡世間所有毛皮動物。
古代原本認為的麒麟形象，是鹿身牛尾獨角戴肉的「似鹿獨角毛獸」形象。唐宋之前的文獻裡，麒麟沒有鱗片，多是有毛動物的描述，例如《大戴禮記・易本命》記載：「...有羽之蟲三百六十，而鳳凰為之長；有毛之蟲三百六十，而麒麟為之長；有甲之蟲三百六十，而神龜為之長；有鱗之蟲三百六十，而蛟龍為之長...」，當時把麒麟歸類在「有毛之蟲(有毛動物、毛獸)」，而不是「有鱗之蟲(有鱗動物、鱗獸)」。
到了宋元明之間，麒麟形象就開始從原本的似鹿獨角毛獸，逐漸轉變為龍首馬身長鱗的「似龍馬形鱗獸」形象。大約宋代開始出現麒麟長有鱗片的描述，例如宋朝沈括《夢溪筆談 · 異事》記載：「至和中，交趾獻麟，如牛而大，通身皆大鱗，首有一角。」；《元史·五行志》記載：「至大四年，大同宣寧縣民滅的家，牛生一犢，其質有鱗無毛，其色青黃，類若麟者，以其鞹上之。」。
元明以後，麒麟創作的藝術形象逐漸固定在龍首、馬身(或鹿身)、有鱗，大多為雙角，但也有獨角形象的創作，如明代《三才圖會》中的麒麟畫像。明清乃至民初的創作仍為偶蹄(像鹿蹄、牛蹄)，但現代流行文化中的創作多為奇蹄(像馬蹄)，基本上已經跟另一種傳說神獸龍馬的形象無異，導致常與龍馬混淆。已少見原本象徵毛獸代表的皮毛外觀，及象徵仁獸代表的角上戴肉。
現代網路流傳所描述的麒麟形象認為，麒麟的首似龍，形比鹿，足如馬，尾若牛尾，背上有五彩毛紋，腹部有黃色毛，口能吐火，聲音如雷。
據香港歷史文化學者葉德平先生說，中國民間信仰中，有所謂「四靈」之說。《禮記・禮運》曰：「麟、鳳、龜、龍，謂之四靈。」牠格外受客家人的重視，在節日慶典之中，常常看到牠的身影。麒麟與龍、鳳一樣，都是人們虛擬出來的瑞獸，被賦予美麗的想像。傳說的麒麟是十分溫馴和善的，不會傷害生靈，甚至連草木也不會折斷，堪稱「仁獸」（《說文解字・麒》），故格外受到以耕讀為務的客家人所崇拜。

## 词源
汉语“麒麟”一词源于已灭绝的吐火罗语“kilyom(o)”一词（意为“高贵，神圣，天”）。麒麟的形象在先秦时期已传入中国，春秋时期的文献《管子》中即已见“麒麟”一词。

## 《詩經》的麒麟
《詩經・周南・麟之趾》描述了這隻瑞獸：
麟之趾，振振公子，于嗟麟兮。
麟之定，振振公姓，于嗟麟兮。
麟之角，振振公族，于嗟麟兮。
麟之趾是《詩經》中的名篇，而《詩經》則是周代的作品，距離現今有二千多年時間。麟之趾分別描述了麒麟的三個身體部分：「趾」、「定」、「角」。「趾」，即是牠的蹄；「定」，是「頂」的假借字，指是牠的額頭；「角」，即是牠頂上的角。
從麟之趾對麒麟身體各個部分的書寫，可以推想當時人們對麒麟的想像：牠四肢帶蹄、頂上長有角兒。雖然麒麟此時的形象仍然很模糊，但這些身體特徵卻是日後麒麟必然具有的特徵，是後世麒麟形象的基礎。南宋閩人嚴粲在《詩輯》中進一步發揮想像，把麒麟的形象更具體地描寫為：
「有足者宜踶，唯麟之足，可以踶而不踶，是其仁也」；
「有額者宜抵，唯麟之額，可以抵而不抵，公室子孫，其傳彌遠而信厚不替也」；「有角者宜觸，唯麟之角，可以觸而不觸」
《莊子》「怒則分背相踶」；踶，就是指烈性的馬用後蹄踢擊。根據嚴粲的形容，麒麟跟馬匹一樣，能以後蹄踢擊敵人；不過，他補充道，麒麟天性仁慈，可以「踶」卻不會「踶」他人。同樣地，嚴粲認為麒麟雖然有「額」、有「角」，卻不會去「抵」、「觸」（攻擊）他人。
麟之趾中的麒麟，擁有一個正面的形象。嚴粲在《詩經・麟之趾》的基礎上，進一步把麒麟的形象具體地描畫出來，而麒麟更被描繪為擁有武備而不會主動攻擊他人，正如後來清代段玉裁所說：「（麒麟）含仁懷義」。

## 歷史
甲骨刻辞的“小臣墙刻辞”内容为战争“获白麟”的记录。
麒麟最早的记载为《春秋经》哀公十四年的“十有四年春，西狩获麟。”《汉书·武帝纪》谓：“元狩元年，冬十月，行幸雍，祠五畤，获白麟，作《白麟之歌》。”《晋书·武帝纪》说：“五年，春正月，虏帅树机能攻陷凉州，乙丑，使讨虏护军武威太守马隆击之，二月甲午，白麟见于平原。”
孔子與麒麟密切相關，相傳孔子出生之前和去世之前都出現了麒麟，據傳孔子出生前，有麒麟在他家的院子裏“口吐玉書”，書上寫道“水精之子，係衰周而素王”。孔子在《春秋》哀公十四年春天，提到“西狩獲麟”，對此孔子為此落淚，並表示“吾道穷矣”。孔子曾寫歌：“唐虞世兮麟鳳游，今非其時來何求？麟兮麟兮我心憂。”，后世古琴曲中有《获麟操》，传为孔子所作以悼念此事。。不久孔子去世，所以亦被視為儒家的象徵。

## 形象演變
- 最早記載的麒麟形象是在周代，有鹿身、牛尾、獨角、長毛等記述:

```
《詩經・周南・麟之趾》：「麟之趾，振振公子，于嗟麟兮。麟之定，振振公姓，于嗟麟兮。麟之角，振振公族，于嗟麟兮！」
```

從《詩經》可以模糊的知道麒麟有趾，有定，有角，看起來誠實仁厚的樣子。
```
《爾雅・釋獸》：「麐，麕身。牛尾，一角。」
```

《爾雅》應該是最早具體提到麒麟外型的文獻，其中的「麐」是麟的異體字，「麕」是指獐(一種無角長牙的小型鹿科生物)，描述麟有著獐子的身體，牛的尾巴，長著一支角，但沒說明是哪種角。
```
《大戴禮記・易本命》：「...有羽之蟲三百六十，而鳳凰為之長；有毛之蟲三百六十，而麒麟為之長；有甲之蟲三百六十，而神龜為之長；有鱗之蟲三百六十，而蛟龍為之長...」
《大戴禮記．曾子天圓》︰「毛蟲之精者曰麟，羽蟲之精者曰鳳，介蟲之精者曰龜，鱗蟲之精者曰龍，裸蟲之精者曰聖人。」
```

《大戴禮記》將麒麟歸類在「有毛之蟲」、「毛蟲」，即身上長滿毛髮的動物。
- 到了漢代除了有紀錄麒麟形象的文字，也有出土麒麟形象的文物，綜合文字、圖案和雕塑可知，當時的人認為麒麟為鹿形或馬形，長著獨角，角的末端不是尖的而是長有肉球，代表有武備但不訴諸武力，是其作為仁獸的重要象徵。

```
《
說苑
‧辨物》：「故麒麟麕身、牛尾，圓頂一角。」
```

西漢劉向《說苑》描述的麒麟跟《爾雅》差不多，只是多了一個圓頂的說法。
```
《鄭箋》：「麟角末有肉，示有武不用。」
```

東漢鄭玄所作的《毛詩箋》描述麒麟角的末端有肉，而不是像牛、羊、鹿角那樣純粹的角質、骨質。
```
《公羊傳. 解詁》：「麟者，仁獸也。何注：『狀如麕，一角而戴肉，設武備而不為害，所以為仁獸也。』」
```

東漢何休所作的《春秋公羊經傳解詁》描述麟的形狀像麕(獐)，長有一支戴著肉的角。」
漢代麒麟形象的文物，有馬形，也有鹿形，頭上有獨角，角的末端多呈圓球狀：

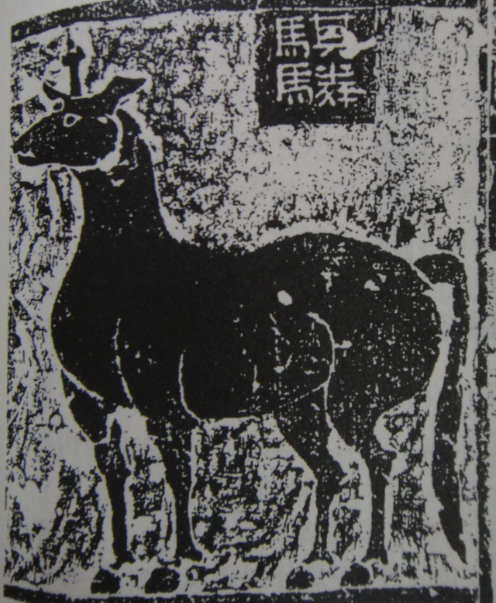
東漢繆宇墓石刻拓片上的騏驎(義同麒麟)圖像，馬形，長直的角末端呈圓腫狀。
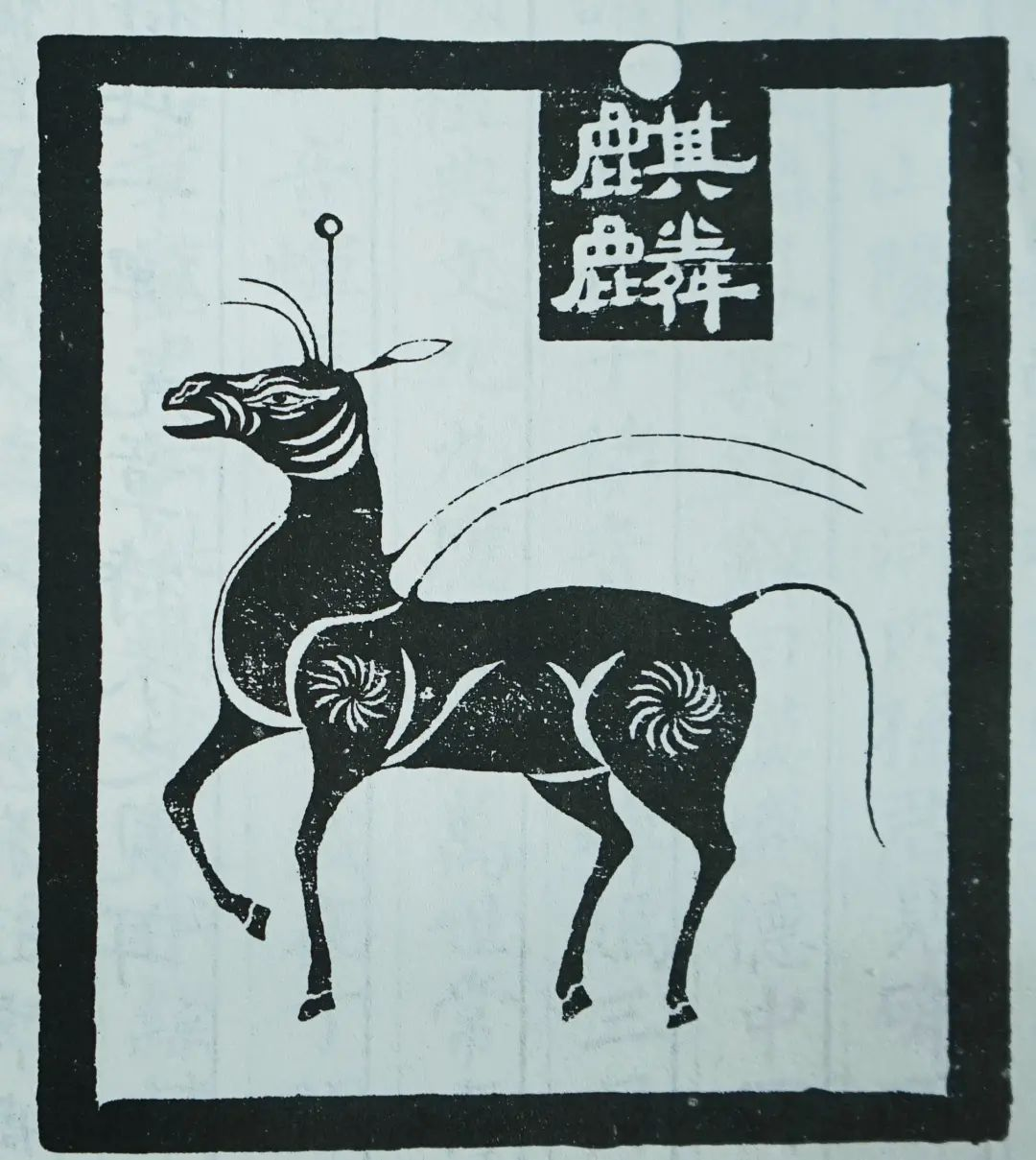
東漢麒麟碑摹本，馬形，獨角，角末呈圓球狀，背有類似表達雙翼的線條。

- 魏晉南北朝到唐代之間，麒麟的形象開始產生變化，角的形狀改變，並開始出現「麒麟」跟「符拔、天鹿(天祿)、辟邪」外型相似的說法。

```
《
漢書
·西域傳》：「烏戈山離國有桃拔、獅子、犀牛。
顏師古
 注引
孟康
曰：「桃拔一名符拔，似鹿，長尾，一角者或為天鹿，兩角或為辟邪。」。
《
後漢書
·班超傳》：「是歲貢奉珍寶符拔、師子。
李賢
注引《續漢書》：『符拔，形似麟而無角。』」
```

唐初顏師古引用三國時代的孟康所說，天鹿和辟邪是角數不同的符拔；唐初的李賢引用西晉司馬彪的《繼漢書》所言，則是符拔似麟無角。也就是說，在三國孟康那時候，出現將「符拔、天鹿、辟邪」三種生物混為一談的說法，但在西晉時又出現「符拔和麒麟是相似的生物」的說法，此後對於麒麟、符拔、天鹿(天祿)、辟邪，漸漸有混淆的狀況。
```
《北堂書鈔·藝文部七·刊校謬誤二十五·校書麟閣》：「《漢書》：『楊雄校書麟閣之上。』今案陳本同考《漢書·八十七·楊雄傳》，麟閣作天祿閣。」
《後漢書·靈帝紀》：「復修 玉堂殿 ，鑄銅人四，黃鐘四，及天祿、蝦蟆。」 
李賢
 注：「天祿，獸也……今 鄧州 南陽縣 北有 宗資 碑，旁有兩石獸，鐫其膊一曰天祿，一曰辟邪。據此，即天祿、辟邪并獸名也。 漢有
天祿閣
 ，亦因獸以立名。」
```

李賢則在《後漢書》裡的註文提到漢代天祿閣是以獸立名，而在隋代的《北堂書鈔》可知當時《漢書》(陳本)有著「楊雄校書的地方被刊印成『麟閣』而不是『天祿閣』」的謬誤，可見在隋代當時已有把「麟」跟「天祿」兩種生物給混為一談的狀況，所以才認為以「天祿」這種生物為名的閣樓，可以縮寫刊印成「麟閣」作取代。
南北朝文物開始出現有著彎曲尖角的麒麟：

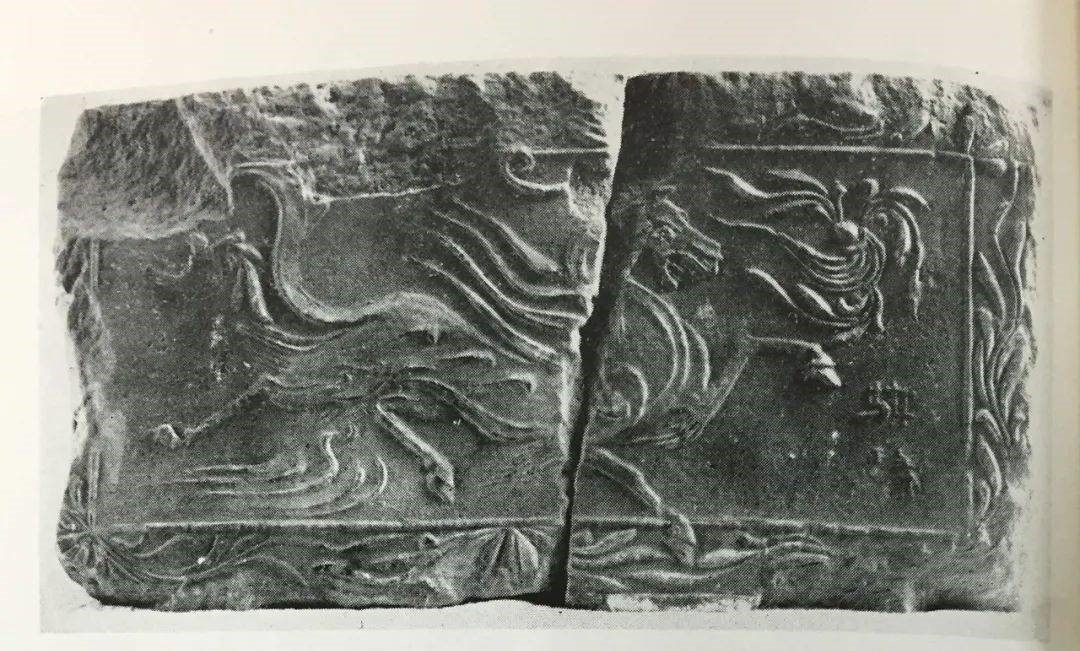
河南南陽鄧縣南朝畫像磚墓的騏驎畫像磚，馬形，角彎曲呈鉤狀，有尖。

- 宋元之間，鹿馬形有肉球獨角的麒麟形象逐漸變少，記載麒麟有鱗片的文獻、圖像大概也是在此時期開始大量出現，當時人能接受麒麟有鱗片的說法，對於麒麟與天祿的差異已經沒有什麼概念。

```
《夢溪筆談·異事》：「至和中，交趾獻麟，如牛而大，通身皆大鱗，首有一角。考之記傳，與麟不類，當時有謂之山犀者。然犀不言有鱗，莫知其的。回詔欲謂之麟，則慮夷獠見欺；不謂之麟，則未有以質之；止謂之『異獸』，最為慎重有體。今以余觀之，殆天祿也。按《漢書》：『靈帝中平三年，鑄天祿、蝦䗫於平門外。』注云：『天祿，獸名。今鄧州南陽縣北《宗資碑》旁兩獸，鐫其膊，一曰天祿，一曰辟邪。』元豐中，余過鄧境，聞此石獸尚在，使人墨其所刻天祿、辟邪字觀之，似緣似隸。其獸有角鬣，大鱗如手掌。南豐曾阜為南陽令，題宗資碑陰云：『二獸膜之所刻獨在，製作精巧，高七八尺，尾鬣皆鱗甲，莫知何象而名此也。』今詳其形，甚類交趾所獻異獸，知其必天祿也。」
```

北宋《夢溪筆談·異事》提到當時交趾進貢異獸，如牛有鱗一角，說是麒麟。眾人考證認為這隻異獸似乎與文獻描述的麒麟不太像，但異獸有鱗片所以不是山犀，也就是說當時的人能接受麒麟有鱗片，而且當時的人也不知道要用什麼特徵作依據，才能證明這是不是麒麟。結果是沈括不斷考究，才確認那不是麒麟，並認為這個被稱作「交趾麒麟」的異獸比較符合天祿的描述。
- 元代之後到明代、清代，一直到現在，麒麟的形象漸漸轉變，鹿(馬)首變成龍首，獨角變成雙角，完全變為現在大眾以為的「龍首、雙角、鹿身或馬身、有鱗片」的形象。

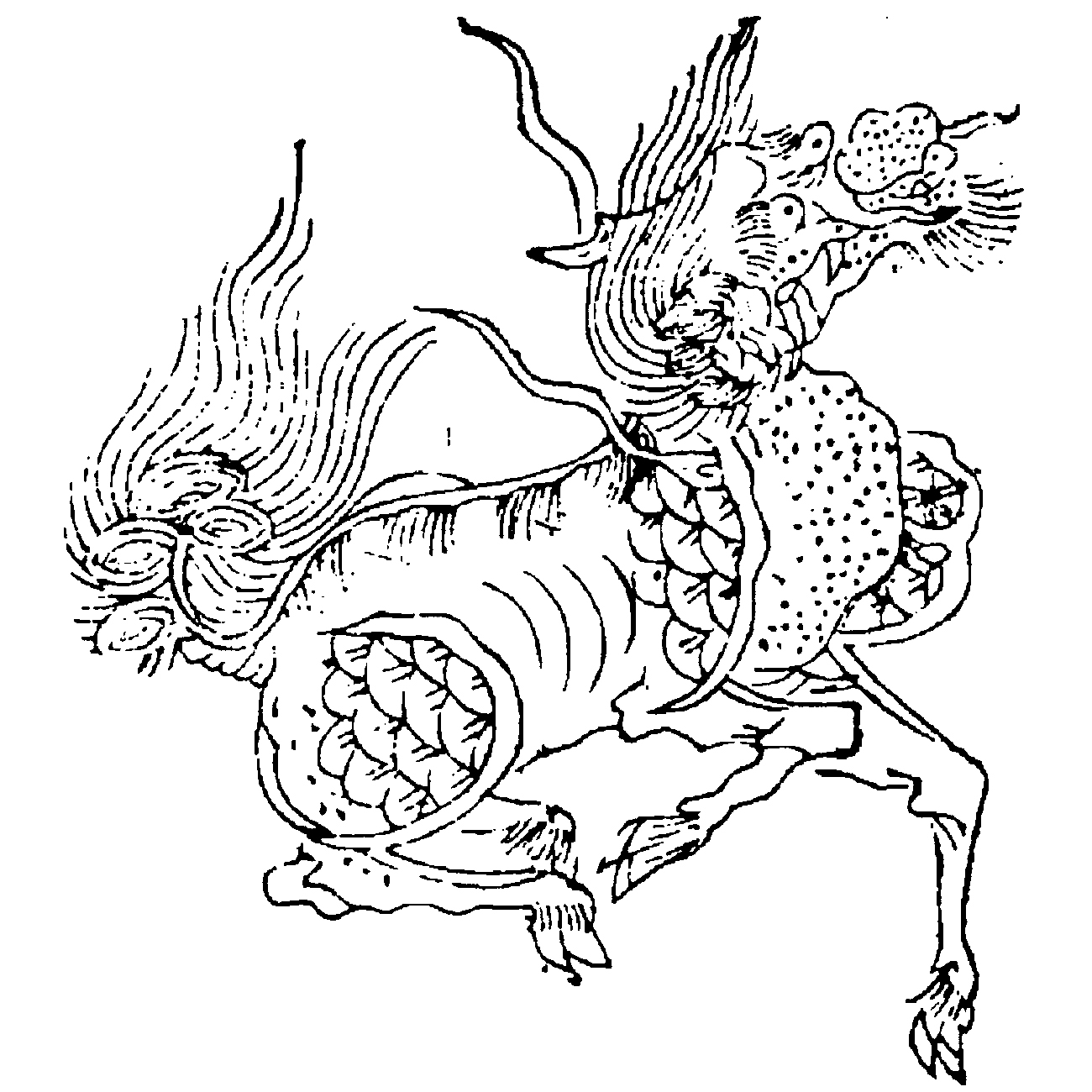
明代《三才图会》的麒麟畫像，龍頭，波浪狀獨角無肉，鹿身鹿蹄，有鱗，似麈尾。
現代仿清代的麒麟畫像，龍頭，鹿身鹿蹄，有鱗，龍腹，龍尾。

## 文化

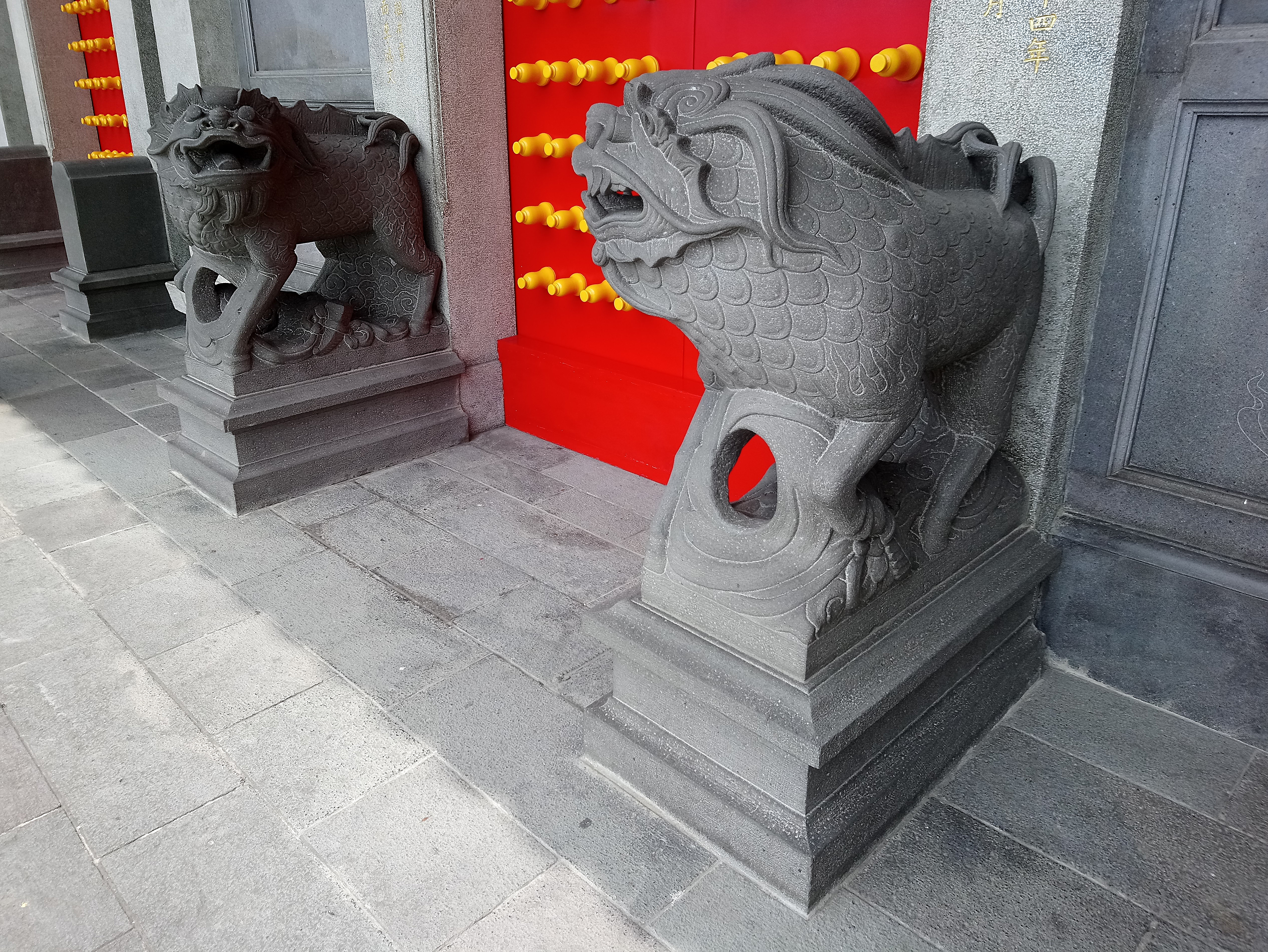
三峽行修宮麒麟鎮門獸

- 據傳孔子出生時有麒麟顯現，所以民間認為麒麟會給人們帶來兒子，使家族興旺，因此有麒麟送子之說，也把傑出的兒童稱為「麒麟兒」、「麟兒」。此后，民間慢慢出現“麒麟送子图”之作。
- 作为木板画，上刻对联“天上麒麟子，地上状元郎””，以此为佳兆。民间普遍认为，求拜麒麟可以生育得子。
- 唐杜甫《徐卿二子歌》：“君不见徐卿二子多绝奇。感应吉梦相追随。孔子释氏亲抱送，并是天上麒麟儿。”
- 麒麟一稱為龍之子，屬龍族，瑞獸，與龍鳳龜合稱為四靈[18]，因此麒麟圖案常作為吉祥，仁愛之符號，被中国古代各朝朝政常采用。史载汉宣帝在未央宫建有麒麟阁，绘功臣图像，以表嘉奖和向天下昭示其爱才之心。
- 《明会典》记载，洪武二十四年（1391年）规定，公、侯、驸马、伯以麒麟作为补服图案。故称一品麒麟。
- 清朝时，武職官員一品的补子徽饰为麒麟。
- 「麟止」是指絕筆，元狩元年（前122年）冬十月漢武帝至雍（今陝西鳳翔）獲白麟，一角而五趾[19]，作《白麟之歌》[20]，司馬遷作《史記》於此處止筆。

- 《史記·太史公自序》：“於是卒述陶唐以來，至於麟止。”

- 麒麟因其深厚的文化内涵，在中国传统民俗礼仪中，被制成各种饰物送给未成年的儿童佩戴，有祈福和安佑的用意。
- 曹雪芹《红楼梦》一书中的第三十一回和三十二回，大篇幅写“因麒麟伏白首双星”，这里的麒麟不仅是史湘云的护身符，也是暗示她婚配的一件信物。
- 黄梅戏《女驸马》中，一对玉麒麟也是代表爱情的见证。女主人翁与男主人翁受阻于女方父母的决定，女主人翁交于男主人翁一只玉麒麟，发誓“生生死死不变心，清风明月作见证，分开一对玉麒麟，这只麒麟交于你，这只麒麟留在身，麒麟成双人成对，散心两意天地不容”。等到双方冲破重重阻挠，有情人终成眷属，“麒麟成双人成对，并蒂花开万年红”，大喜之夜双方麒麟终于成对。

## 麒麟與舞麒麟
麒麟是中國傳說中的生物，與鳳、龜、龍並稱「四靈」（《禮記‧禮運》），常与天之四灵一说混淆。傳說的麒麟十分馴良，不傷人畜，堪稱「仁獸」。每當過年過節，客家人總愛舞動麒麟，期望麒麟能為他們帶來福氣。自康熙復界以後，麒麟舞隨原居於粵北、江西一帶的客家人南遷到香港。這一項植根香港逾三百年的非遺項目就是西貢坑口客家麒麟舞。
坑口客家麒麟源自唐代中原地區的「麒麟狂舞」，是慶賀節日、豐年的活動，寄寓了老百姓對盛世祥和的嚮往，故民間有歌謠說道：「百姓愁，麒麟走，天下和，麒麟舞」。

## 麒麟套
香港歷史文化學者葉德平博士指出：「關於麒麟套，有些人認為是麒麟舞音樂的調；但按考證，應該是指麒麟舞的套路。它的伴奏音樂一般是由鼓、鑼、鈸三種樂器合奏而成。客家麒麟舞隨客家人移民坑口後，慢慢結合了本地傳統音樂和武術，發展出極具坑口特色的麒麟舞套路。坑口麒麟舞套路，動作頗為精細，分別有出洞、繞頭、耍尾、尋青、探青、踢青、食青、醉青、吐青、打沙、吐玉書、遊花園、回洞等動作。而其中的「吐玉書」更蘊含「麒麟吐玉書」的寓意 ─ 傳說在孔子降生的那晚，麒麟悄悄降臨孔府，並吐出玉書。自此，「麒麟吐玉書」就代表了早生貴子的祝福。話說回來，麒麟舞套路的設計就是為了演活傳說中麒麟的喜、怒、哀、樂、驚、疑、醉、睡等動靜神態。當然，輾轉流傳至今，各條村落的麒麟套路都略有不同了。」葉德平：物阜民豐瑞獸來——漫談客家麒麟舞（页面存档备份，存于）

## 麒麟與長頸鹿

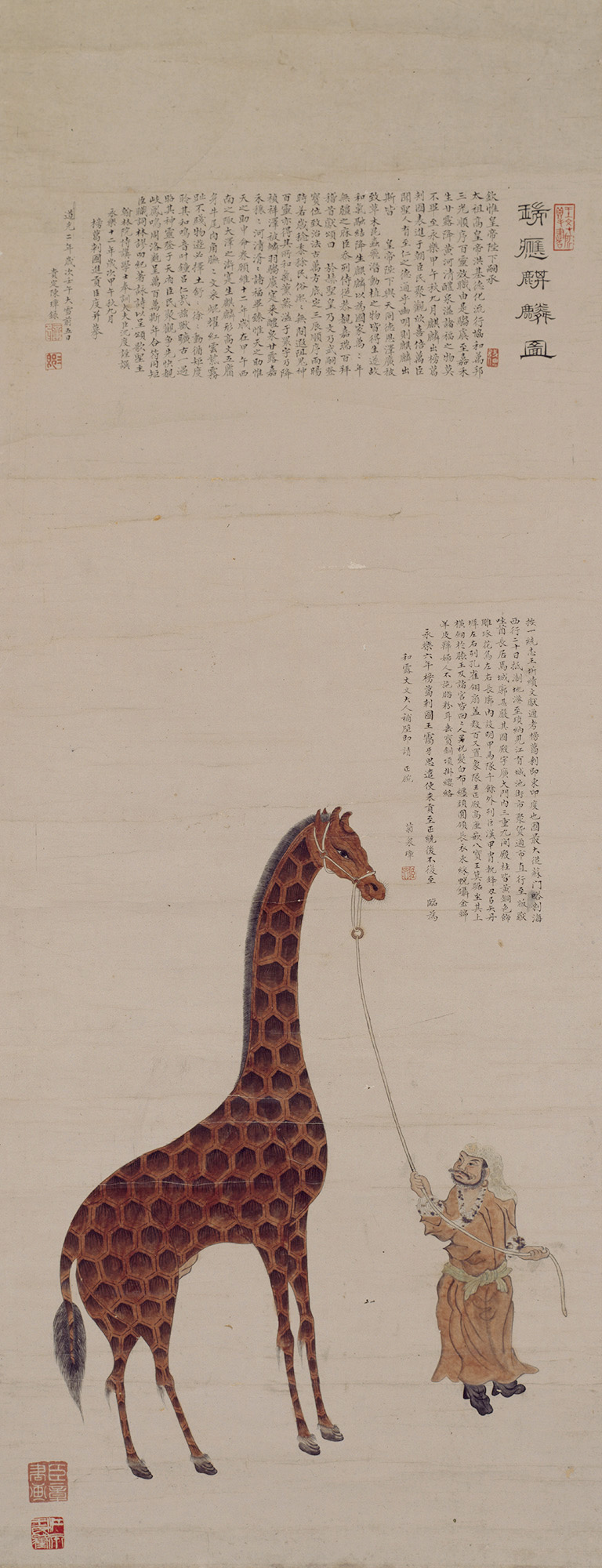
清代陈璋根据明代沈度原作瑞应麒麟图临摹而成的《榜葛剌进麒麟图》。原作描繪郑和在公元1414年（永乐十二年）由孟加剌带来的长颈鹿。

明永樂十二年（1414年），郑和的船队航行到東非，曾带两隻東非进贡的长颈鹿回燕京稱是麒麟。明成祖以此祥瑞之兆，来表示自己施政的功绩。
当时碰巧索馬利亞語中长颈鹿叫giri，“麒麟”即作為giri的音譯。時至今日，日本及韓國仍將長頸鹿稱作麒麟，閩語泉漳話使用者也將「長頸鹿」稱作「麒麟鹿」（另有呼「長頷鹿」、「長頭鹿仔」）。
有一說古人所说麒麟，实际上就是梅花鹿。雄为麒、雌为麟，合称麒麟，梅花鹿雌雄差异比较大，雄性体型更大，头上有角。而古书中描述的“白麟”，就是白化的雌性梅花鹿。

## 图片

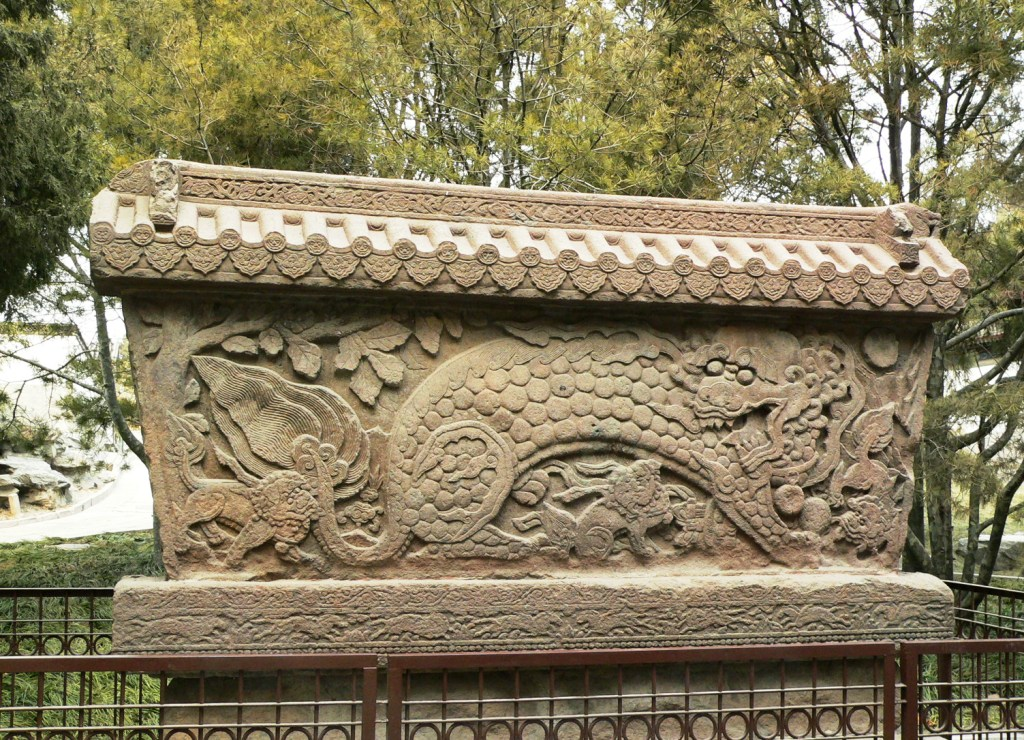
刻在铁影壁上的麒麟
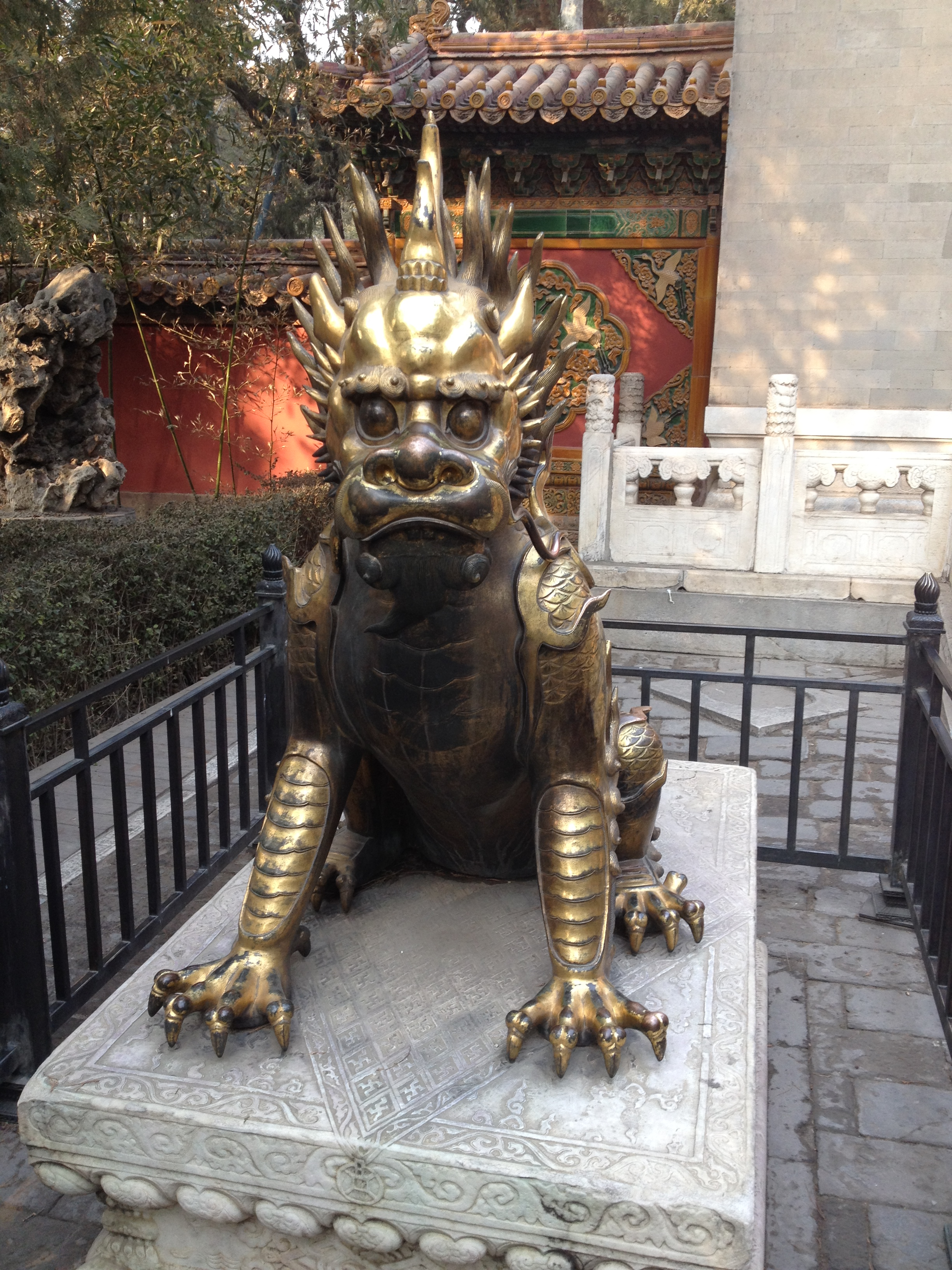
北京故宫中延晖殿前的麒麟

## 相關影视作品
- 日本小說與動畫《十二國記》。
- 2020年电视剧《麒麟来了》。
- 2020年動畫《半妖的夜叉姬》。
- 2021年電影《尚氣與十環幫傳奇》中也有麒麟登場。
- 2022年電影《怪獸與鄧不利多的秘密》

## 相關条目
- 獬豸
- 甪端
- 四不像
- 長頸鹿
- 中南大羚
- 板齒犀
- 獨角獸
- 舞麒麟

## 延伸阅读
[在维基数据编辑]
 《欽定古今圖書集成·博物彙編·禽蟲典·麒麟部》，出自陈梦雷《古今圖書集成》